# Candacia norvegica
Candacia norvegica är en kräftdjursart som först beskrevs av Boeck 1865.  Candacia norvegica ingår i släktet Candacia och familjen Candaciidae. Arten har ej påträffats i Sverige. Inga underarter finns listade i Catalogue of Life.